# Zornheim
Zornheim település Németországban, Rajna-vidék-Pfalz tartományban. Lakosainak száma 3860 fő (2023. december 31.).

## Népesség
A település népességének változása:
| Lakosok száma | 2162 | 3843 | 3865 | 3908 | 3902 | 3860 |
|               | 1975 | 2017 | 2019 | 2021 | 2022 | 2023 |